# 2022-es NBA All Star-gála
A 2022-es NBA All Star-gála összességében a 71., amelyet 2022. február 20-án tartottak a National Basketball Association 2021–2022-es szezonja közben. A házigazdája a Cleveland Cavaliers lesz, a Rocket Mortgage FieldHouse-ban. Ez lesz a harmadik alkalom, hogy a Cleveland stadionja ad otthont a gálának, először 1981-ben, majd 1997-ben. Véletlen egybeesés, hogy 1981-ben a 35., 1997-ben az 50., 2022-ben pedig a 75. évfordulóját ünnepelte az NBA.
A TNT sorozatban 20. alkalommal közvetíti az All Star-gálát. A Team LeBron nyerte meg a mérkőzést, 163–160-ra, Team Durant ellen. Stephen Curry (Team LeBron), aki 50 pontot szerzett, megdöntötte a rekordot a legtöbb hárompontosért egy negyedben (6), egy félidőben (8), illetve egy gálán (16) és megválasztották az NBA All-Star-gála Kobe Bryant Legértékesebb Játékosának. A Team LeBron ezzel a végeredménnyel sorozatban ötödik gáláján volt győztes.

## All Star-gála

### Edzők
Monty Williams, a Phoenix Suns edzője január 30-án lett a Team LeBron edzője, míg Erik Spoelstra, a Miami Heat vezetőedzője a Team Durant menedzsere.

### All Starok
Az előző évekhez hasonlóan 2022-ben is szavazással választották ki az All Star-játékosokat. A rajongók Google-fiókjukon vagy az NBA weboldalán keresztül tudtak szavazni. A kezdőket a rajongók, a média és jelenlegi NBA-játékosok választották ki. A rajongók szavazatai 50%-ot, az NBA-játékosok és a média szavazatai pedig 25-25%-ot értek. A legtöbb szavazatot kapó két hátvéd és három csatár lettek a kezdők mindkét főcsoportban, míg a legtöbb szavazatot kapó játékosok a csapatkapitányok. Az NBA-edzők választották a cseréket, de saját csapatukból nem nevezhettek játékosokat. Mindegyik edző két védőt és három csatárt nevezett meg, két extra mellett. A játékosokat sorba állították preferencia szerint.
Az All Star-gála kezdőit 2022. január 27-én választották ki. Keleten Trae Young (Atlanta Hawks) és DeMar DeRozan (Chicago Bulls) lettek a hátvédek, második és ötödik All Star-szereplésükön. Kevin Durant (Brooklyn Nets) és Jánisz Antetokúnmpo (Milwaukee Bucks) volt az első két csatár, tizenkettedik és ötödik szereplésükön. Hozzájuk Joel Embiid, a Philadelphia 76ers játékosa csatlakozott, szintén ötödjére All Starként.
Ja Morant (Memphis Grizzlies) és Stephen Curry (Golden State Warriors) a nyugati főcsoport kezdő hátvédjei, első és nyolcadik szereplésükön. Csatárként Andrew Wiggins (Golden State Warriors) és LeBron James (Los Angeles Lakers) játszanak, először és tizennyolcadjára All Starként. Az előző szezon legértékesebb játékosa, Nikola Jokić (Denver Nuggets) az utolsó kezdő a főcsoportból, negyedik All Star-szereplésén. Wiggins volt a harmadik All Star, akinek első szereplése leghamarabb nyolcadik szezonjában volt. Ezek mellett a modern draft-éra (1966 óta) legelső első választottja lett, akinek első All Star-szereplése leghamarabb nyolcadik szezonjában volt.
Az All Star-gála cseréit 2022. február 3-án jelentették be. A nyugati cserék között volt Devin Booker (Phoenix Suns, 3. szereplés), Luka Dončić (Dallas Mavericks, 3.), Rudy Gobert (Utah Jazz, 3.), Draymond Green (Golden State Warriors, 4.), Donovan Mitchell (Utah Jazz, 3.), Chris Paul (Phoenix Suns, 12.) és Karl-Anthony Towns (Minnesota Timberwolves, 3. szereplés).
A keleti cserék Jimmy Butler (Miami Heat, 6. szereplés), Darius Garland (Cleveland Cavaliers, 1.), James Harden (Brooklyn Nets, 10.), Zach LaVine (Chicago Bulls, 2.), Khris Middleton (Milwaukee Bucks, 3.), Jayson Tatum (Boston Celtics, 3., Durant sérülése miatt kezdő a gálán) és Fred VanVleet (Toronto Raptors, 1.).
Durant, Green és Harden sérülések miatt nem tudtak játszani a gálán, így helyükre LaMelo Ballt (Charlotte Hornets, 1.), Dejountay Murrayt (San Antonio Spurs, 1.) és Jarrett Allent (Cleveland Cavaliers, 1.) választották.

#### Keretek
Dőlttel a legtöbb szavazatot szerző játékosok (csapatkapitányok) szerepelnek.
| Poz.        | Játékosok           | Csapat              | Szereplések |
| Kezdőcsapat | Kezdőcsapat         | Kezdőcsapat         | Kezdőcsapat |
| ----------- | ------------------- | ------------------- | ----------- |
| G           | Trae Young          | Atlanta Hawks       | 2           |
| G           | DeMar DeRozan       | Chicago Bulls       | 5           |
| C           | Joel Embiid         | Philadelphia 76ers  | 5           |
| F           | Kevin Durant        | Brooklyn Nets       | 12          |
| F           | Jánisz Antetokúnmpo | Milwaukee Bucks     | 6           |
| Cserék      |                     |                     |             |
| G           | LaMelo Ball         | Charlotte Hornets   | 1           |
| G           | Darius Garland      | Cleveland Cavaliers | 1           |
| G           | James Harden        | Brooklyn Nets       | 10          |
| G           | Zach LaVine         | Chicago Bulls       | 2           |
| G           | Fred VanVleet       | Toronto Raptors     | 1           |
| F           | Jimmy Butler        | Miami Heat          | 6           |
| F           | Khris Middleton     | Milwaukee Bucks     | 3           |
| F           | Jayson Tatum        | Boston Celtics      | 3           |
| C           | Jarrett Allen       | Cleveland Cavaliers | 1           |

| Poz.        | Játékosok          | Csapat                 | Szereplések |
| Kezdőcsapat | Kezdőcsapat        | Kezdőcsapat            | Kezdőcsapat |
| ----------- | ------------------ | ---------------------- | ----------- |
| G           | Stephen Curry      | Golden State Warriors  | 8           |
| G           | Ja Morant          | Memphis Grizzlies      | 1           |
| C           | Nikola Jokić       | Denver Nuggets         | 4           |
| F           | LeBron James       | Los Angeles Lakers     | 18          |
| F           | Andrew Wiggins     | Golden State Warriors  | 1           |
| Cserék      |                    |                        |             |
| G           | Devin Booker       | Phoenix Suns           | 3           |
| G           | Luka Dončić        | Dallas Mavericks       | 3           |
| G           | Donovan Mitchell   | Utah Jazz              | 3           |
| G           | Dejounte Murray    | San Antonio Spurs      | 1           |
| G           | Chris Paul         | Phoenix Suns           | 12          |
| F           | Draymond Green     | Golden State Warriors  | 4           |
| C           | Rudy Gobert        | Utah Jazz              | 3           |
| C           | Karl-Anthony Towns | Minnesota Timberwolves | 3           |

1. ↑  Az első Bob Boozer volt (nyolcadik szezon, 1968), a második pedig Kyle Lowry (kilencedik szezon, 2015) volt.
2. ↑  Durant nem tud játszani a gálán sérülés miatt.[9]
3. ↑  Ballt Kevin Durant helyére nevezték All Starnak.[9]
4. ↑  Harden nem tud játszani a gálán sérülés miatt.[9]
5. ↑  Tatum All Star-kezdő lesz, Durant helyett.[9]
6. ↑  Allent James Harden helyére nevezték All Starnak.[9]
7. ↑  Murrayt Draymond Green helyére választották All Starnak.[9]
8. ↑  Green nem tud játszani a gálán sérülés miatt.[9]

### Draft
Az NBA All Star-draft 2022. február 10-én történt. LeBron James és Kevin Durant a két csapat kapitányai, sorozatban a második évben. Az első nyolc kiválasztott játékos kezdő lesz, míg a következő tizennégyet (mindkét főcsoportból hetet) NBA-vezetőedzők fogják kiválasztani. Adam Silver, a liga biztosa fog a sérült játékosok helyére új All Starokat választani.
| Hely | Játékos             | Csapat |
| ---- | ------------------- | ------ |
| 1    | Jánisz Antetokúnmpo | LeBron |
| 2    | Joel Embiid         | Durant |
| 3    | Stephen Curry       | LeBron |
| 4    | Ja Morant           | Durant |
| 5    | DeMar DeRozan       | LeBron |
| 6    | Jayson Tatum        | Durant |
| 7    | Nikola Jokić        | LeBron |
| 8    | Andrew Wiggins      | Durant |
| 9    | Trae Young          | Durant |
| 10   | Devin Booker        | Durant |
| 11   | Luka Dončić         | LeBron |
| 12   | Karl-Anthony Towns  | Durant |
| 13   | Darius Garland      | LeBron |
| 14   | Zach LaVine         | Durant |
| 15   | Chris Paul          | LeBron |
| 16   | Dejounte Murray     | Durant |
| 17   | Jimmy Butler        | LeBron |
| 18   | Khris Middleton     | Durant |
| 19   | Donovan Mitchell    | LeBron |
| 20   | LaMelo Ball         | Durant |
| 21   | Fred VanVleet       | LeBron |
| 22   | Rudy Gobert         | Durant |
| 23   | James Harden        | LeBron |

### Csapatok
| Poz.                                      | Játékos             | Csapat                |        |
| Kezdők                                    | Kezdők              | Kezdők                | Kezdők |
| ----------------------------------------- | ------------------- | --------------------- | ------ |
| F                                         | LeBron James        | Los Angeles Lakers    |        |
| F                                         | Jánisz Antetokúnmpo | Milwaukee Bucks       |        |
| C                                         | Nikola Jokic        | Denver Nuggets        |        |
| G                                         | DeMar DeRozan       | Chicago Bulls         |        |
| G                                         | Stephen Curry       | Golden State Warriors |        |
| Cserék                                    |                     |                       |        |
| G                                         | Luka Doncic         | Dallas Mavericks      |        |
| G                                         | Darius Garland      | Cleveland Cavaliers   |        |
| G                                         | Chris Paul          | Phoenix Suns          |        |
| F                                         | Jimmy Butler        | Miami Heat            |        |
| G                                         | Donovan Mitchell    | Utah Jazz             |        |
| G                                         | Fred VanVleet       | Toronto Raptors       |        |
| G                                         | Jarrett Allen       | Cleveland Cavaliers   |        |
| Vezetőedző: Monty Williams (Phoenix Suns) |                     |                       |        |

| Poz.                                    | Játékos            | Csapat                 |        |
| Kezdők                                  | Kezdők             | Kezdők                 | Kezdők |
| --------------------------------------- | ------------------ | ---------------------- | ------ |
| F                                       | Andrew Wiggins     | Golden State Warriors  |        |
| F                                       | Jayson Tatum       | Boston Celtics         |        |
| C                                       | Joel Embiid        | Philadelphia 76ers     |        |
| G                                       | Ja Morant          | Memphis Grizzlies      |        |
| G                                       | Trae Young         | Atlanta Hawks          |        |
| Cserék                                  |                    |                        |        |
| G                                       | Devin Booker       | Phoenix Suns           |        |
| C                                       | Karl-Anthony Towns | Minnesota Timberwolves |        |
| G                                       | Zach LaVine        | Chicago Bulls          |        |
| G                                       | Dejounte Murray    | San Antonio Spurs      |        |
| F                                       | Khris Middleton    | Milwaukee Bucks        |        |
| G                                       | LaMelo Ball        | Charlotte Hornets      |        |
| C                                       | Rudy Gobert        | Utah Jazz              |        |
| Vezetőedző: Erik Spoelstra (Miami Heat) |                    |                        |        |

1. ↑  Allent James Harden helyére nevezték All Starnak.[9]
2. ↑  Tatum All Star-kezdő lesz, Durant helyett.
3. ↑  Murrayt Draymond Green helyére választották All Starnak.
4. ↑  Ballt Kevin Durant helyére nevezték All Starnak.

### Mérkőzés
A 2022-es gála a 2021-eshez hasonló formátumot fogja használni. Az első három negyed mindegyikében legtöbb pontot szerző csapat pénzösszeget fog kapni, amelyet jótékony célra ajánlanak. A negyedik negyedben nem lesz játékidő, az első csapat, amely eléri vagy átlépi a kitűzött pont célt (a harmadik negyed végén vezető csapat pontszáma plusz 24), fogja megnyerni a mérkőzést.
| 2022. február 20. 20:00 (ET) | Team LeBron                              | 163–160   | Team Durant | Rocket Mortgage FieldHouse, Cleveland, Ohio Játékvezetők: #5 Kane Fitzgerald #60 James Williams #45 Brian Forte |
| 2022. február 20. 20:00 (ET) | (47–45, 46–49, 45–45, 25–21) Jegyzőkönyv |           |             | Rocket Mortgage FieldHouse, Cleveland, Ohio Játékvezetők: #5 Kane Fitzgerald #60 James Williams #45 Brian Forte |
| 2022. február 20. 20:00 (ET) | Curry 50                                 | Pont      | Embiid 36   | Rocket Mortgage FieldHouse, Cleveland, Ohio Játékvezetők: #5 Kane Fitzgerald #60 James Williams #45 Brian Forte |
| 2022. február 20. 20:00 (ET) | Antetokúnmpo 12                          | Lepattanó | Embiid 10   | Rocket Mortgage FieldHouse, Cleveland, Ohio Játékvezetők: #5 Kane Fitzgerald #60 James Williams #45 Brian Forte |
| 2022. február 20. 20:00 (ET) | James 8                                  | Gólpassz  | Young 10    | Rocket Mortgage FieldHouse, Cleveland, Ohio Játékvezetők: #5 Kane Fitzgerald #60 James Williams #45 Brian Forte |

## All Star-hétvége

### Hírességek mérkőzése
| 2022. február 18. 19:00 | Team Walton | 65–51 | Team Nique | Wolstein Center, Cleveland, Ohio |
| 2022. február 18. 19:00 |             |       |            | Wolstein Center, Cleveland, Ohio |

#### Csapatok
| Játékos                                | Háttér                         |
| -------------------------------------- | ------------------------------ |
| Jimmie Allen                           | énekes, dalszerző              |
| Brittney Elena                         | színész, model, sportoló       |
| Machine Gun Kelly                      | énekes, dalszerző              |
| Dearica Hamby                          | WNBA-játékos                   |
| Noah Carlock                           | All-In Challenge-győztes       |
| Kareem Hunt                            | NFL-játékos                    |
| Matt James                             | Az ABC The Bachelor szereplője |
| Quavo (4)                              | rapper                         |
| Ranveer Singh                          | színész                        |
| Alex Toussaint                         | Peloton                        |
| Anderson Varejão                       | korábbi NBA-játékos            |
| Vezetőedző: Bill Walton (NBA legendák) |                                |

| Játékos                                      | Háttér                       |
| -------------------------------------------- | ---------------------------- |
| Anuel AA                                     | rapper                       |
| Justin Bibb                                  | Cleveland polgármestere      |
| Kane Brown (2)                               | 4x AMA-győztes előadó        |
| Myles Garrett                                | NFL-játékos                  |
| Daniel Gibson                                | korábbi NBA-játékos          |
| Tiffany Haddish                              | színész, író, humorista      |
| Jack Harlow                                  | rapper                       |
| Crissa Jackson                               | Harlem Globetrotters-játékos |
| Anjali Ranadivé                              | énekes, dalszerző            |
| Gianmarco Tamberi                            | olimpiai bajnok magasugró    |
| Vezetőedző: Dominique Wilkins (NBA legendák) |                              |

### Rising Star

#### Csapatok
| Poz.                   | Játékos         | Csapat              | Ú/M/R     |
| ---------------------- | --------------- | ------------------- | --------- |
| G                      | Cade Cunningham | Detroit Pistons     | Újonc     |
| F                      | Dyson Daniels   | NBA G-League Ignite | Reménység |
| F                      | Evan Mobley     | Cleveland Cavaliers | Újonc     |
| G/F                    | Isaac Okoro     | Cleveland Cavaliers | Másodéves |
| C                      | Alperen Şengün  | Houston Rockets     | Újonc     |
| F                      | Jae’Sean Tate   | Houston Rockets     | Másodéves |
| F                      | Franz Wagner    | Orlando Magic       | Újonc     |
| Vezetőedző: Rick Barry |                 |                     |           |

| Poz.                     | Játékos           | Csapat                 | Ú/M/R     |
| ------------------------ | ----------------- | ---------------------- | --------- |
| F/C                      | Precious Achiuwa  | Toronto Raptors        | Másodéves |
| G/F                      | Desmond Bane      | Memphis Grizzlies      | Másodéves |
| F                        | Saddiq Bey        | Detroit Pistons        | Másodéves |
| G                        | Anthony Edwards   | Minnesota Timberwolves | Másodéves |
| G                        | Tyrese Haliburton | Sacramento Kings       | Másodéves |
| G                        | Jaden Hardy       | NBA G-League Ignite    | Reménység |
| C                        | Isaiah Stewart    | Detroit Pistons        | Másodéves |
| Vezetőedző: Isiah Thomas |                   |                        |           |

| Poz.                    | Játékos         | Csapat                 | Ú/M/R     |
| ----------------------- | --------------- | ---------------------- | --------- |
| G                       | LaMelo Ball     | Charlotte Hornets      | Másodéves |
| F                       | Scottie Barnes  | Toronto Raptors        | Újonc     |
| G                       | Ayo Dosunmu     | Chicago Bulls          | Újonc     |
| G                       | Chris Duarte    | Indiana Pacers         | Újonc     |
| G                       | Scoot Henderson | NBA G-League Ignite    | Reménység |
| F                       | Jaden McDaniels | Minnesota Timberwolves | Másodéves |
| G                       | Davion Mitchell | Sacramento Kings       | Újonc     |
| Vezetőedző: Gary Payton |                 |                        |           |

| Poz.                     | Játékos          | Csapat                | Ú/M/R     |
| ------------------------ | ---------------- | --------------------- | --------- |
| G                        | Cole Anthony     | Orlando Magic         | Másodéves |
| G/F                      | MarJon Beauchamp | NBA G-League Ignite   | Reménység |
| G                        | Josh Giddey      | Oklahoma City Thunder | Újonc     |
| G                        | Jalen Green      | Houston Rockets       | Újonc     |
| C                        | Herbert Jones    | New Orleans Pelicans  | Újonc     |
| G                        | Tyrese Maxey     | Philadelphia 76ers    | Másodéves |
| G                        | Jalen Suggs      | Orlando Magic         | Újonc     |
| Vezetőedző: James Worthy |                  |                       |           |

#### Ágrajz
|  |             |             |            |            |    |            |            |       |
|  | Elődöntők   | Elődöntők   | Elődöntők  |            |    | Döntő      | Döntő      | Döntő |
|  | Elődöntők   | Elődöntők   | Elődöntők  |            |    | Döntő      | Döntő      | Döntő |
|  |             |             |            |            |    |            |            |       |
|  |             |             |            |            |    |            |            |       |
|  | Team Isiah  | Team Isiah  | 50         |            |    |            |            |       |
|  | Team Isiah  | Team Isiah  | 50         |            |    |            |            |       |
|  | Team Worthy | Team Worthy | 49         |            |    |            |            |       |
|  | Team Worthy | Team Worthy | 49         |            |    | Team Isiah | Team Isiah | 20    |
|  |             |             |            |            |    | Team Isiah | Team Isiah | 20    |
|  |             |             | Team Barry | Team Barry | 25 |            |            |       |
|  | Team Barry  | Team Barry  | Team Barry | Team Barry | 25 | 50         |            |       |
|  | Team Barry  | Team Barry  |            |            |    |            |            |       |
|  | Team Payton | Team Payton | 48         |            |    |            |            |       |
|  | Team Payton | Team Payton | 48         |            |    |            |            |       |
|  |             |             |            |            |    |            |            |       |

#### Colorx Clutch Challenge

##### Csapatok
| Poz. | Játékos           | Csapat            |
| ---- | ----------------- | ----------------- |
| G/F  | Desmond Bane      | Memphis Grizzlies |
| G    | Tyrese Haliburton | Sacramento Kings  |

| Poz. | Játékos        | Csapat          |
| ---- | -------------- | --------------- |
| F    | Scottie Barnes | Toronto Raptors |
| G    | Chris Duarte   | Indiana Pacers  |

| Poz. | Játékos     | Csapat                |
| ---- | ----------- | --------------------- |
| G    | Josh Giddey | Oklahoma City Thunder |
| C    | Evan Mobley | Cleveland Cavaliers   |

| Poz. | Játékos            | Csapat              |
| ---- | ------------------ | ------------------- |
| F    | Michael Foster Jr. | NBA G-League Ignite |
| F    | Fanpo Ceng         | NBA G-League Ignite |

### Skill Challenge
A Team Rooks a döntőbe jutott, miután megnyerték a harmadik kört, 200 ponttal.
A Team Cavs megverte a Team Rooks csapatát, miután Evan Mobley félpályáról dobott egy kosarat.
| Poz. | Játékos         | Csapat                |
| ---- | --------------- | --------------------- |
| F    | Scottie Barnes  | Toronto Raptors       |
| G    | Cade Cunningham | Detroit Pistons       |
| G    | Josh Giddey     | Oklahoma City Thunder |

| Poz. | Játékos        | Csapat              |
| ---- | -------------- | ------------------- |
| C    | Jarrett Allen  | Cleveland Cavaliers |
| G    | Darius Garland | Cleveland Cavaliers |
| C/F  | Evan Mobley    | Cleveland Cavaliers |

| Poz. | Játékos                | Csapat          |
| ---- | ---------------------- | --------------- |
| F    | Jánisz Antetokúnmpo    | Milwaukee Bucks |
| F    | Alex Andetokumbo       | Raptors 905     |
| F    | Thansszisz Andetokumbo | Milwaukee Bucks |

### Hárompontos verseny
Towns megnyerte első hárompontos versenyét, legyőzve Trae Youngot és Luke Kennardot. Towns megdöntötte a rekordot a legtöbb hárompontosért (29), megelőzve Devin Booker és Stephen Curry 28 pontos rekordját.
| Poz. | Játékos            | Csapat                 | Magasság | Súly   | Első kör | Utolsó kör        |
| ---- | ------------------ | ---------------------- | -------- | ------ | -------- | ----------------- |
| C/F  | Karl-Anthony Towns | Minnesota Timberwolves | 210 cm   | 112 kg | 22       | 29                |
| G    | Trae Young         | Atlanta Hawks          | 185 cm   | 74 kg  | 22       | 26                |
| G    | Luke Kennard       | Los Angeles Clippers   | 195 cm   | 93 kg  | 28       | 26                |
| G    | Patty Mills        | Brooklyn Nets          | 182 cm   | 81 kg  | 21       | Nem jutott tovább |
| G    | CJ McCollum        | New Orleans Pelicans   | 195 cm   | 86 kg  | 19       | Nem jutott tovább |
| G    | Desmond Bane       | Memphis Grizzlies      | 195 cm   | 97 kg  | 18       | Nem jutott tovább |
| G    | Fred VanVleet      | Toronto Raptors        | 185 cm   | 88 kg  | 16       | Nem jutott tovább |
| G    | Zach LaVine        | Chicago Bulls          | 195 cm   | 90 kg  | 14       | Nem jutott tovább |

### Slam Dunk-verseny
| Poz. | Játékos               | Csapat                | Magasság | Súly  | Első kör   | Utolsó kör        |
| ---- | --------------------- | --------------------- | -------- | ----- | ---------- | ----------------- |
| F    | Obi Toppin            | New York Knicks       | 205 cm   | 99 kg | 90 (44+46) | 92 (45+47)        |
| F    | Juan Toscano-Anderson | Golden State Warriors | 198 cm   | 94 kg | 87 (44+43) | 69 (39+30)        |
| G    | Jalen Green           | Houston Rockets       | 193 cm   | 84 kg | 83 (38+45) | Nem jutott tovább |
| G    | Cole Anthony          | Orlando Magic         | 190 cm   | 83 kg | 70 (40+30) | Nem jutott tovább |